# Januari 2023
Dit artikel geeft een chronologisch overzicht van de belangrijkste gebeurtenissen per dag in de maand januari van het jaar 2023.

## Gebeurtenissen

### 1 januari
- Kroatië wordt lid van de eurozone en de Schengenzone.[1]
- Op nieuwjaarsnacht worden er op de Erasmusbrug in Rotterdam extreemrechtse leuzen geprojecteerd in verband met de BLM-protesten en het debat over Zwarte Piet.
- Dertig minuten na middernacht vuurt Rusland opnieuw raketten af op Kiev en zeven andere Oekraïense regio's. Er vallen volgens de berichten zeker vier doden en 50 gewonden.[2]
- In Brazilië legt Lula da Silva de eed af voor zijn derde ambtstermijn als president. Hij had eind oktober 2022 nipt de verkiezingen gewonnen van de rechtse president Jair Bolsonaro.[3]

### 3 januari
- De Brit Michael Smith kroont zich tot wereldkampioen darts op het PDC World Darts Championship. Hij verslaat in de finale de Nederlander Michael van Gerwen met 7-4.[4]

### 4 januari
- Bij een zelfmoordaanslag met een autobom van de islamitische terreurbeweging al-Shabaab in de Somalische provincie Hiiraan komen minstens 35 personen om het leven.[5]

### 7 januari
- Bij de vijftiende stemronde wordt de Republikein Kevin McCarthy verkozen tot Voorzitter van het Huis van Afgevaardigden van de Verenigde Staten. Hij volgt de Democratische voorzitter van het Huis, Nancy Pelosi, op. In 1923 was het voor het laatst dat er meerdere stemrondes nodig waren om de voorzitter te verkiezen.[6][7]

### 8 januari
- In Kimberley, Australië, worden honderden mensen geëvacueerd na hevige overstromingen. Het Australische leger zet acht vliegtuigen in.[8][9]

### 15 januari
- Vlak bij de Nepalese plaats Pokhara stort Yeti Airlines-vlucht 691 neer, waardoor meer dan zeventig mensen omkomen.

### 17 januari
- Minstens 35 personen komen om bij een aanslag van de islamitische terreurbeweging al-Shabaab op een militaire basis in Somalië.[10]

### 18 januari
- De Oekraïense minister van Binnenlandse Zaken Denys Monastyrsky komt samen met 13 andere mensen om het leven bij een helikoptercrash in Brovary.[11]

### 30 januari
- Bij een bomaanslag op een moskee in Pesjawar, Noordwest-Pakistan, vallen minstens 100 doden en meer dan 200 gewonden. De aanslag wordt aanvankelijk opgeëist door enkele taliban-leden, maar later wordt dit weer ontkend door hun woordvoerder.[12](Lees verder)

## Overleden
<< · januari · februari · maart · april · mei · juni · juli · augustus · september · oktober · november · december · >>